# Blanche d'Antigny

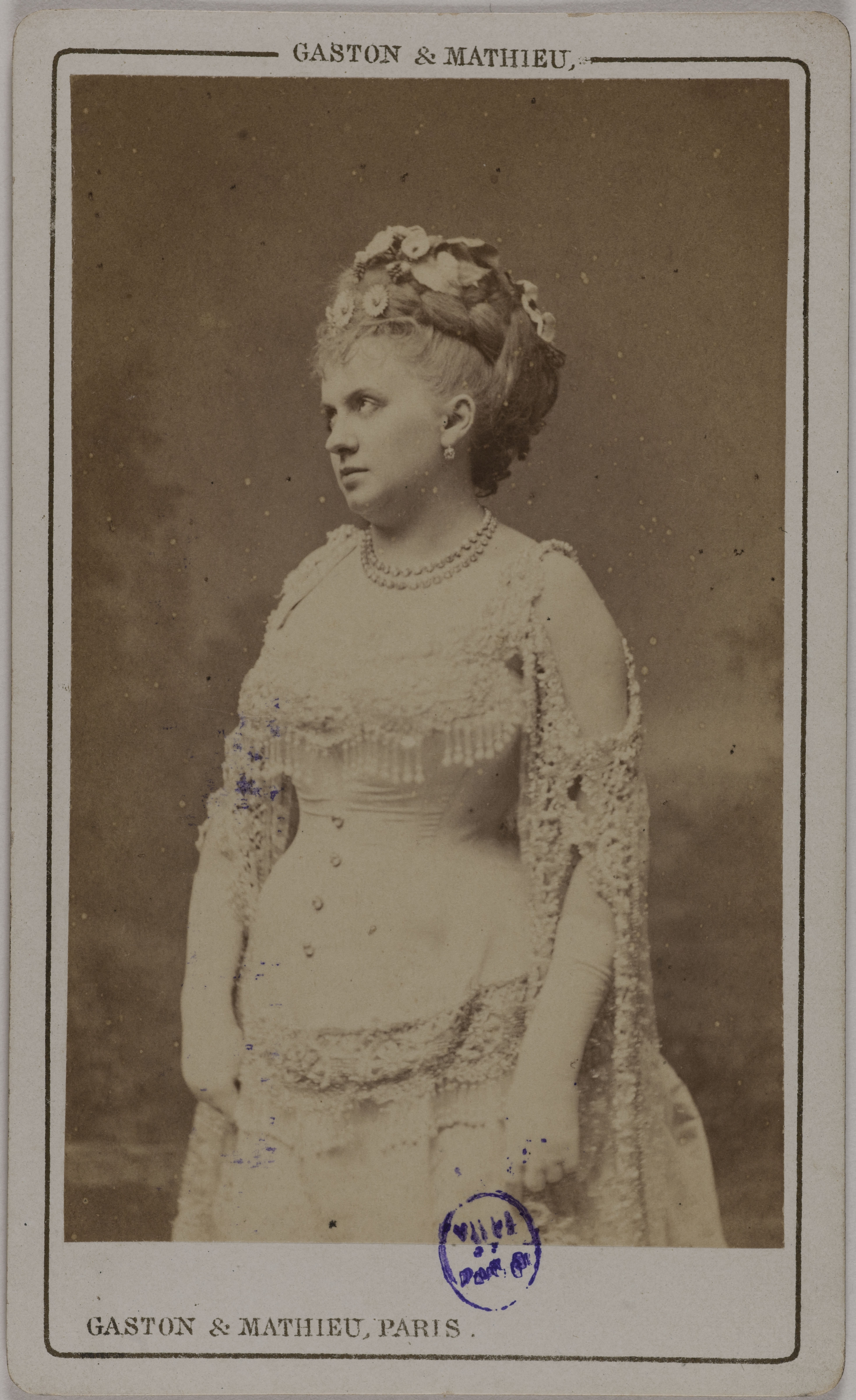
Blanche d'Antigny

Blanche d'Antigny (Martizay, 9 mei 1840 - Parijs, 27 juni 1874) was een Franse actrice en demi-mondaine.

## Levensloop
Ze werd geboren als Marie-Ernestine Antigny in het departement Indre. Ze was winkelbediende, circusartieste en schildersmodel, voor ze een carrière als actrice begon in 1866.
Ze maakte in 1862 kennis met de Russische diplomaat prins Aleksandr Gortsjakov en reisde met hem naar Sint-Petersburg. Daar werd ze de maitresse van een Russische politiechef. Ze maakte er in 1865 kennis met de Franse actrice Caroline Letessier, met wie ze een levenslange vriendschapsband smeedde. Toen ze korte tijd later door de tsarina van het hof werd verbannen, keerde ze beladen met sieraden en een dure garderobe terug naar Parijs. Ze werd er de maitresse van bankier Raphaël Bischoffsheim. Door journalist Henry de Pène werd ze gelanceerd als actrice onder de artiestennaam Blanche d'Antigny in de theaters Palais-Royal en Folies Dramatiques. Ze speelde onder andere rollen in de operettes Chilpéric en Le petit Faust, beide van Hervé. Ze viel op door haar luxueuze levensstijl, haar blonde haren en haar rubensiaanse vormen. Ze baarde opzien door als vrouw met een broek aan op een fiets te rijden, om zo reclame te maken voor een fietsenmerk. Na de dood van haar geliefde, de acteur Léopold Luce, op 28 januari 1873 en de breuk met haar beschermheer Bischoffsheim korte tijd later, kwam d'Antigny in financiële problemen. In oktober 1873 reisde ze naar Alexandrië. Haar optreden als actrice viel daar niet in de smaak en in mei 1874 reisde ze terug naar Frankrijk. Haar gezondheid was gebroken door tuberculose en ze overleed op 34-jarige leeftijd in het huis van haar vriendin Caroline Letessier in het 8e arrondissement van Parijs. De Russische prins Narysjkin betaalde haar graf, dat ze deelt met Letessier, op het Cimetière du Père Lachaise.

## Schildersmodel
In 1857 poseerde d'Antigny Paul Baudry als Maria Magdalena. Tien jaar later poseerde ze voor Gustave Courbet.

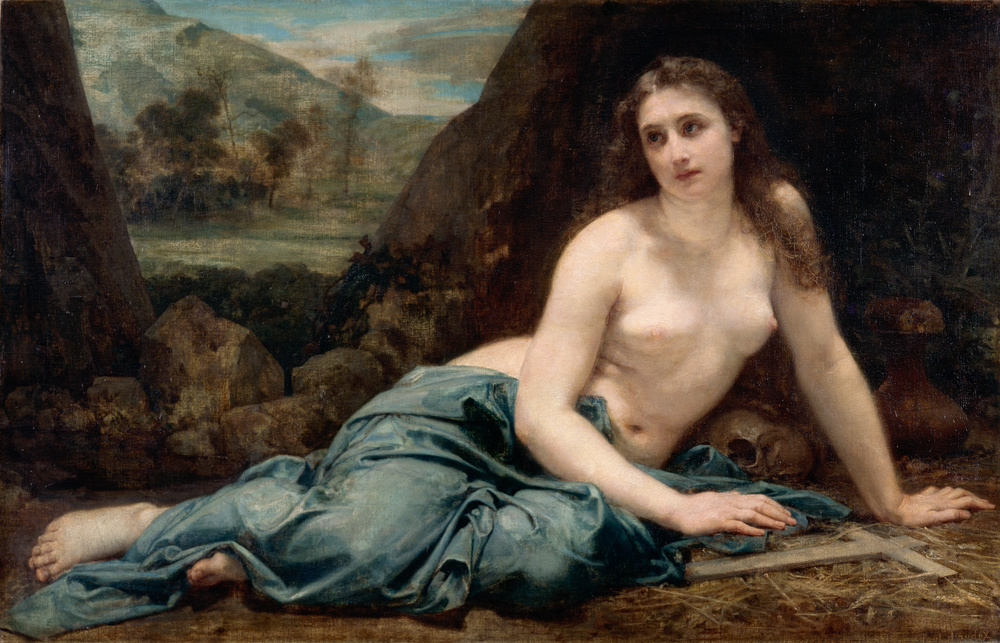
La Madeleine pénitente, Paul Baudry (Musée d'Arts de Nantes)
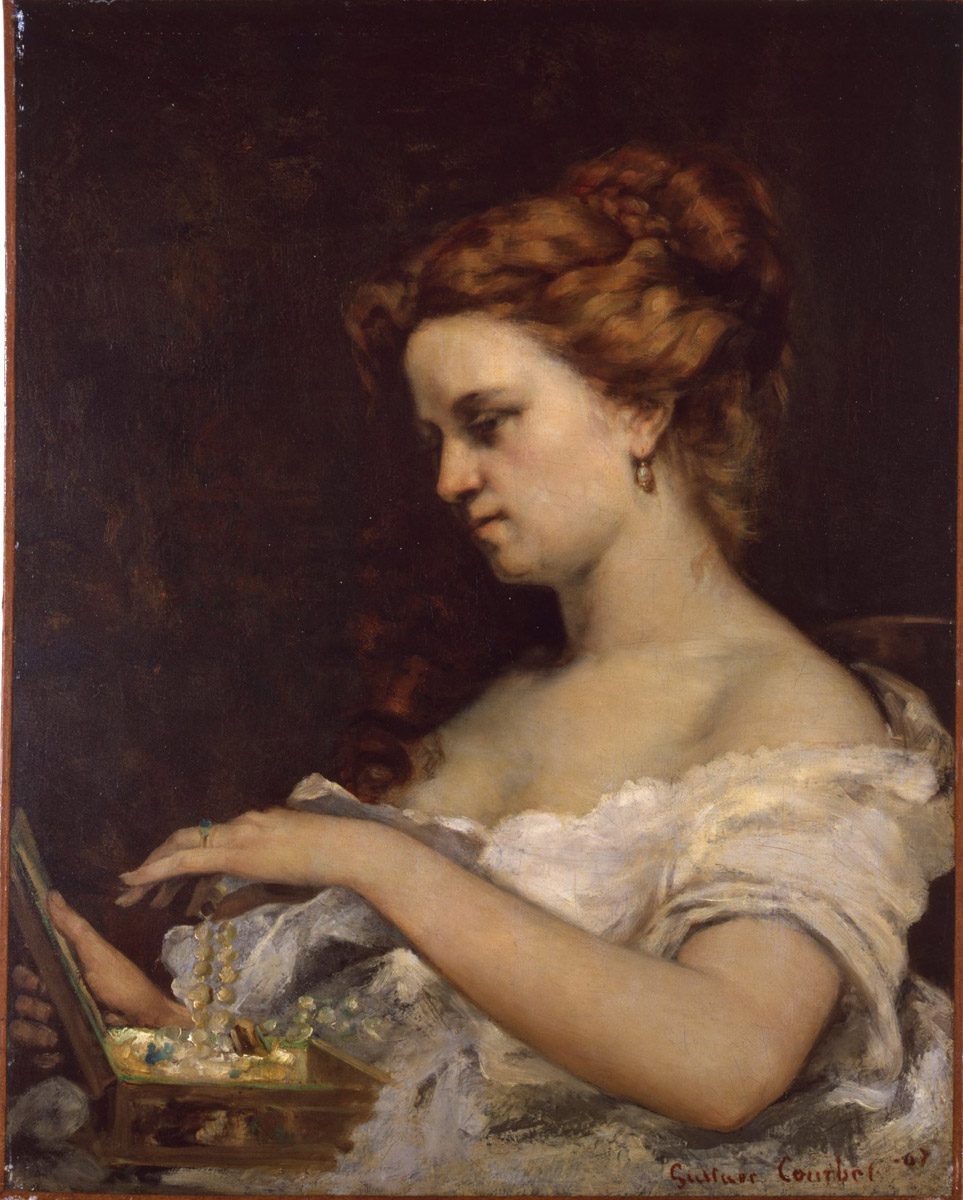
La Dame aux bijoux, Gustave Courbet (Musée des Beaux-Arts de Caen)

## Theater
In 1857 trad d'Antigny voor het eerst op in het theater. De niet-sprekende rol van standbeeld van Helena in Faust van Adolphe d'Ennery had ze te danken aan haar weelderige vormen. Op 3 juli 1868 maakte ze haar debuut in het Théâtre du Palais-Royal.

### Rollen (selectie)
- Mémoires de Mimi-Bamboche (1868)
- Chilpéric (1868)
- Le petit Faust (1869)
- La femme à barbe (1871)
- La boîte de Pandore (1871)